# Metteniusa huilensis
Metteniusa huilensis là một loài thực vật thuộc họ Metteniusaceae. Trước đây nó được xếp trong họ Cardiopteridaceae. Đây là loài đặc hữu của Colombia.